# 草木克洋
草木克洋 (1962年4月12日-)是一位日本足球運動員，效力過大阪櫻花、大阪飛腳、京都不死鳥，曾入選日本國家隊。

## 外部連結
（日語） 日本足球協會資料 （页面存档备份，存于）
- 草木克洋在National-Football-Teams.com的資料